# أبان التغلبي
أبان بن محمد بن أبان بن تغلب هو أحد رواة الحديث عند الشيعة، وهو حفيد أبان بن تغلب - المعروف بالوثاقة عند الشيعة والسنة -، ويروي عن أبيه، كما وقع في أسناد بعض الروايات.

### كتب
- أعيان الشيعة. محسن الأمين، طبع بيروت - لبنان، تاريخ الطبع مفقود، منشورات دار التعارف.

### إشارات مرجعية
1. ↑  الرازي، أبو حاتم. الجرح التعديل - ج2. ص. 297. مؤرشف من الأصل في 2019-12-08.
2. ↑  الذهبي، محمد بن أحمد بن عثمان. ميزان الاعتدال - ج1. ص. 5. مؤرشف من الأصل في 2019-12-08.
3. ↑  
الأمين، محسن. أعيان الشيعة - ج2. ص. 103. مؤرشف من الأصل في 2019-12-08.